# راینهارت کوزلک

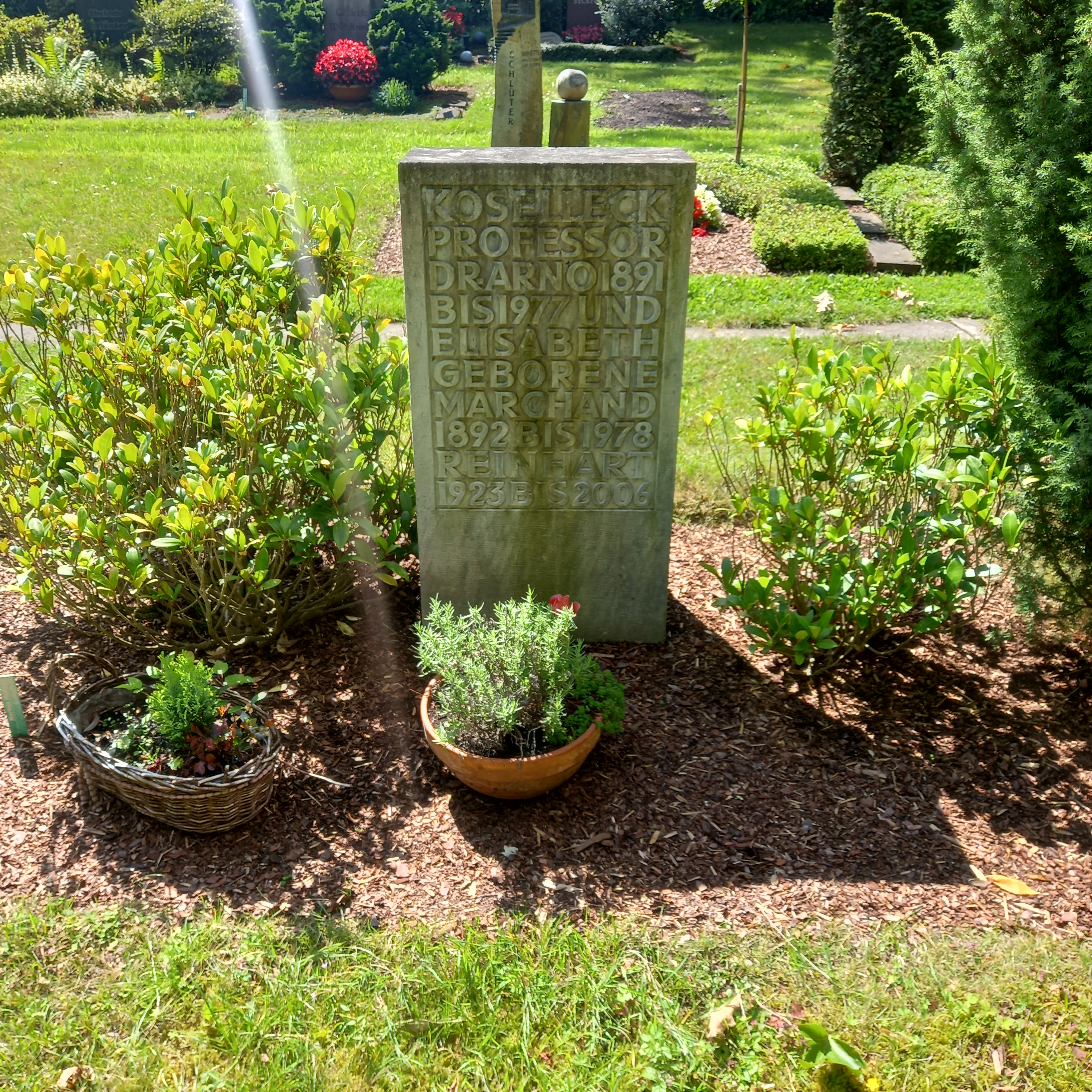
قبر راینهارت کوزلک مورخ آلمانی و پدرش، مورخ و دانش آموخته تاریخ، آرنو کوزلک و همسرش الیزابت نی مارچند در گورستان استیگرست در بیله فلد.

راینهارت کوزلک (زادهٔ ۲۳ آوریل ۱۹۲۳ در گُرلیتس آلمان — درگذشتهٔ ۳ فوریهٔ ۲۰۰۶ در باد اوین‌هاوزن آلمان) نظریه‌پرداز تاریخ و نویسندهٔ آلمانی است. کوزلک تمام عمرش را روی تکوین مفاهیم تاریخ‌نویسی کار کرد و به همراه دو-سه نفر دیگر، کتاب بی‌نظیری در هشت مجلد مفصل درآورد که معادل آن در هیچ زبان دیگری وجود ندارد. او در این کتاب تمام مفاهیمی را که در حوزهٔ تاریخ‌نویسی به کار می‌رود گرفته و تمام مراحل آن مفهوم را از آغاز تکوین جنینی آن تا پایان و همین‌طور تحولی را که در تاریخ ایجاد کرده توضیح داده است. برخی از مفاهیم در این کتاب در حد خود یک کتاب است مثل مفهوم دولت یا طبقه که شامل دویست صفحه فشرده مطلب با تمام منابع موجود است و در آن مباحثی مانند این که کلمه در کجا پیدا شد، در چه مضمونی پیدا شد و چه تحولی از نظر مضمون پیدا کرد و غیره، قدم-به-قدم دنبال شده است. در ادامه بحث‌هایی که در آلمان دربارهٔ تجدد صورت گرفته، یک بحث بسیار مهم و اساسی وجود دارد که کوزلک آن را مطرح کرده است. او بر آن بود که تا سال ۱۸۰۰ همهٔ مفاهیم بی‌تاریخ هستند و ما تا این مقطع به مفاهیم تاریخی زمان‌مند خیلی برخورد نمی‌کنیم، ناگهان در سال ۱۸۰۰ یک زلزله و آتشفشانی رخ می‌دهد که در نتیجه آن همهٔ مفاهیم تاریخ‌مند و زمان‌مند می‌شوند. مفاهیمی مثل عصر جدید و دنیای نو از این جاست که در واقع زمان به بعدی از مفاهیم جدید تبدیل شد.
گادامر او را "تاریخدان متفکر" می‌نامید.

## نقد
۱۹۵۴ در هایدلبرگ نزد یوهانس کووهن رساله دکترای خود را به عنوان "نقد و بحران" ارائه داد. این رساله راه کوزلک را به حلقه دانشمندان عصرش باز کرد، ولی به علت خوانش سنتی از دموکراسی و شهروندی این رساله با نقدهایی هم همراه بود.
منجمله یورگن هابرماس در ۱۹۶۰ راجع به کوزلک نوشت که انتقاد بدبینانه فرهنگی (به انگلیسی: culture pessimism) او بیشتر به خود او لطمه زده است. به علاوه به نظر هابرماس تحقیقات کوزلک مریدانه تحت تاثیر کارل اشمیت و ایدئولوژی سنتی (محافظه‌کار) او بوده، و با کنایه نوشت، "ما باید اینجا از کوزلک برای شناساندن موضع کارل اشمیت متشکر باشیم".